# Violeta Montoliu Soler
Violeta Montoliu Soler (València, 2 de febrer de 1944) és una doctora en Filosofia i Lletres i acadèmica de número de la Real Acadèmia de Cultura Valenciana, on dirigeix la Secció d'Història de l'Art Valencià "Mariano Benlliure".
Va estudiar a la Universitat de València, on va obtenir el títol el Doctorat en Filosofia i Lletres l'any 1968, en l'especialització de Geografia i Història, obtenint el Premi Extraordinari de Llicenciatura en 1966. Va treballar com a docent, després de llicenciar-se, primer com a Professor Ajudant, després com a Adjunt Numerari, Adjunt de Recerca en la Càtedra d'Història de l'Art de la Facultat de Geografia i Història, fins que va aconseguir la plaça de Professora Agregada Numerària d'Història de l'Art a l'Escola Tècnica Superior d'Arquitectura de València de la Universitat Politècnica de València l'any 1978.
Va exercir aquesta labor docent i administrativa, desenvolupant càrrecs acadèmics, a l'Escola Tècnica Superior d'Arquitectura de la Universitat Politècnica de València fins al moment de la seva jubilació l'any 2009. En 1982 va obtenir la càtedra d'Història de l'Art a la Universitat Politècnica de València, sent Directora del Departament de Composició Arquitectònica en dues ocasions, de 1987 a 1990 i de 1993 a 1994. De 1983 a 1985 va ser nomenada Vicerectora d'Extensió Universitària i Alumnat. També va ser Coordinadora de l'assignatura d'Història de l'Art per a les Proves d'Accés a la Universitat des de 1987 a 1993.
Al costat de la labor docent també va exercir activitat investigadora, la qual es va especialitzar en història de l'art de València. Entre 1966-67 va estar becada per l'Institut Alfonso el Magnànim de la Diputació de València per col·laborar en l'Acadèmia de Belles arts de Sant Carlos de València. Va ser fundadora de l'Arxiu d'Art Popular Valencià en la Càtedra d'Història de l'Art de la Universitat de València en 1972. També va col·laborar en la redacció de l'Inventari Artístic de la Ciutat i Província de València així com el Catàleg Monumental de la ciutat de València sota la direcció de D. Felipe Mª. Garín Ortiz de Taranco durant els anys 1973-1985.

## Obres
Violeta Montoliu Soler ha publicat moltes obres al llarg de la seva carrera com a docent i investigadora, tant publicacions en revistes especialitzades, com en llibres col·lectius o propis d'ella. Entre les publicacions destaquen:
- Restauración de la Iglesia del antiguo Colegio Jesuita de San Pablo: Estudio histórico-arquitectónico. Annals de la Reial Acadèmia de Cultura Valenciana, ISSN 1130-426X, Nº. 77, 2002, págs. 117-135.
- Mariano Benlliure y Joaquín Sorolla: un proyecto para Valencia. Saitabi: revista de la Facultat de Geografia i Història, ISSN 0210-9980, Nº. 45, 1995 (Ejemplar dedicado a: Homenaje al profesor Felipe Mª Garín Ortiz de Taranco), págs. 289-314
- Una obra de Mariano Benlliure en Ontinyent: el Cristo Yacente de la Archicofradía del Santo Entierro. Almaig, estudis i documents, ISSN 1139-2487, Nº. 6, 1990, págs. 16-19
- El arte valenciano del Siglo de Oro. Anals de la Real Acadèmia de Cultura Valenciana, ISSN 1130-426X, Nº. 65, 1987, págs. 267-304
- Alonso Cano y Valencia: con ocasión de un centenario. Archivo de arte valenciano, ISSN 0211-5808, Nº. 38, 1967, págs. 53-58.
- [6]

També ha col·laborat en obres col·lectives, com en:	
- Recerques prèvies contundents a la recuperació integral del conjunt patrimonial de la Basílica de la Verge dels Desemparats de València. Ignacio Bosch Reig, Margarita Fernández Gómez, Pilar Roig Picazo, Bernardo Pérepérez Ventura, Joaquín Espi Lluch, Roberto Santatecla Fayos, Vicente Mas Llorens, Violeta Montoliu Soler. X Congrés de Conservació i Restauració de Béns Culturals : Conca, 29, 30 de setembre, 1, 2 d'octubre de 1994 / coord. per Andrés Escala Ureña, Carmen Pérez García, 1994, págs. 585-616.[6]

Entre els seus llibres destaquen: 
- Monumentos conmemorativos de Valencia: memoria esculpida de una ciudad: 1875-1936. Valencia: Real Academia de Cultura Valenciana, 2002. ISBN 84-96068-01-3
- Restauración de relieves académicos valencianos. Con José Luis Roig Salom Universidad Politécnica de Valencia, 1998. ISBN 84-7721-695-9
- Mariano Benlliure, 1862-1947. Generalitat Valenciana, 1997. ISBN 84-482-1363-7
- Síntesis práctica de historia del arte. Universitat Politècnica de València, 1994. ISBN 84-7721-276-7

## Premis
Ha estat guardonada amb els següents premis:
- Premi de Recerca sobre la Història del Valle d'Albaida (1987)